# Ругиланд
Ругиланд или Королевство ругов — средневековое государство, созданное древнегерманским племенем ругов в V веке н. э. в области современной Австрии.
Королевство было создано Флаккифеем в 467 году спустя некоторое время после битвы при Недао.
В 487 году король Фелетей был побежден королём Италии Одоакром.